# Червоненська сільська рада (Золочівський район)
| Червоненська сільська рада — колишній орган місцевого самоврядування у Золочівському районі Львівської області з адміністративним центром у с. Червоне. Історична дата утворення: в 1939 році. Сільській раді підпорядковані населені пункти: - с. Червоне |

## Склад ради
Рада складається з 14 депутатів та голови.

### Керівний склад ради
| ПІБ                       | Основні відомості                                                 | Дата обрання | Дата звільнення |
| ------------------------- | ----------------------------------------------------------------- | ------------ | --------------- |
| Квасниця Микола Іванович  | Сільський голова, 1965 року народження, освіта, безпартійний      | 26.03.2006   | 01.02.2008      |
| Іванюк Володимир Олегович | Сільський голова, 1965 року народження, освіта, безпартійний      | 01.06.2008   | 31.10.2010      |
| Іванюк Володимир Олегович | Сільський голова, 1965 року народження, освіта вища, безпартійний | 31.10.2010   | 25.10.2015      |
| Зозуля Василь Петрович    | Сільський голова, 1991 року народження, освіта вища, безпартійний | 25.10.2015   |                 |

Примітка: таблиця складена за даними джерела